# Pedro Warnke
Pedro Warnke (* 22. März 1945 in Brasilien) ist Grafikdesigner (unter anderem des Posthörnchens) und lebt seit 1954 in Deutschland, heute in Trebur.

## Ausbildung und Beruf
Nach Schulausbildung folgten Lehre und Gesellenjahr als Schriftsetzer in Frankfurt am Main und anschließend die Ausbildung als Grafikdesigner an der Werkkunstschule in Kassel.

## Kunst in die City
1969 organisierte er gemeinsam mit seiner Frau Ursula Warnke und Walter Hoffmann in Kassel die „Operationen“ im Museum Fridericianum, mit Beteiligung von über 120 Künstlern aus der gesamten Bundesrepublik. Die Kunst kam dabei in Kassel auch auf die Straße und eroberte sich erstmals Aktionsraum in der City.

## Initiative GG e. V. – 1973

Das Posthorn der Deutschen Bundespost

Als Grafikdesigner bei der Deutschen Bundespost in Frankfurt am Main, kreierte er für das Unternehmen unter anderem das „Posthörnchen“ und gründete 1973 in Groß-Gerau mit seiner Frau und etlichen Freunden die Initiative GG e. V. – die IGG, eine Art Kunstverein.

## Ausstellungen und Kunstförderung
Seit 1974 organisierte Pedro Warnke mit den Akteuren der Initiative über 80 Ausstellungen sowie Aktionen und Performances in Deutschland, Polen, Belgien und Frankreich. Diese sind als ein Teil seiner künstlerischen Produktion zu verstehen.
Nach einer von ihm 1990 entwickelten Konzeption von „GG perspektiv“ betreute er auch diesen Förderpreis der Kreisstadt Groß-Gerau für junge Künstler, der an Studierende deutscher Kunsthochschulen vergeben wurde.
Seine eigenen bildnerischen Arbeiten zeigte Warnke bislang ausschließlich bei Einzelausstellungen in Groß-Gerau, Frankfurt am Main, Mainz, Titisee-Neustadt, Bad Honnef, Maria Laach, Łódź, Krakau, Warschau und Bad Pyrmont.

## Jubiläumsfeier und -installation
Am 22. März 2005 feierte Pedro Warnke seinen 60. Geburtstag im Kreis der Initiative GG und der Installation in Bewegung „plastique folie - bonne continuation!“ von Ingrid Zwoch.